# Midburn

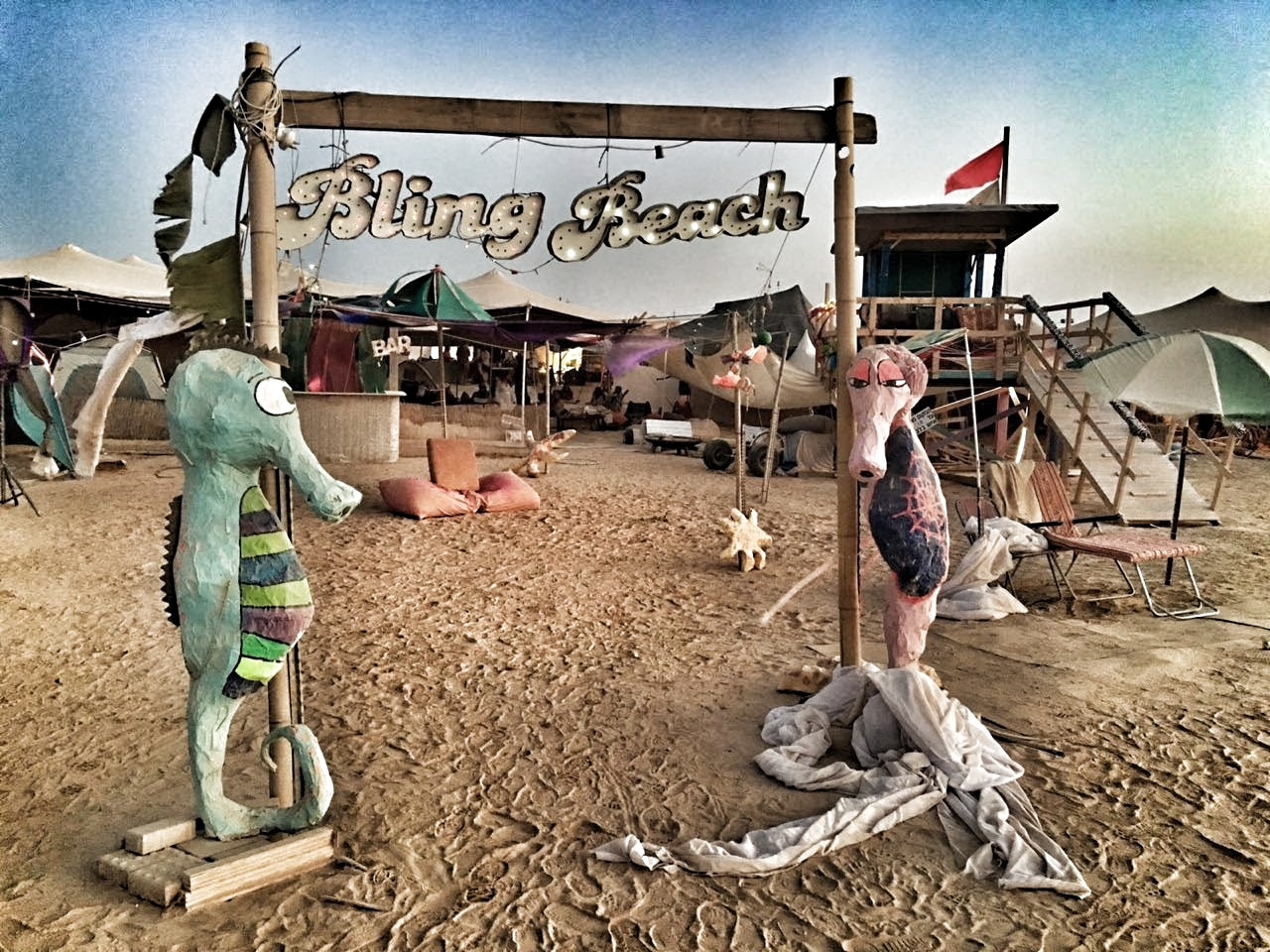
Midburn 2016

Midburn (hebräisch מידברן; arabisch ميدبيرن) ist ein jeweils 6-tägiges Event in der Negevwüste im südlichen Israel, welches von 2014 bis 2018 und seit 2022 wieder jährlich stattfindet. Es handelt sich um die israelische Ausgabe des amerikanischen Burning-Man-Festivals. 2022 fand das Event nach vierjähriger Unterbrechung wieder statt.
Die Bezeichnung ist zusammengesetzt aus midbar, dem hebräischen Wort für Wüste, und burn, dem Bezug zum amerikanischen Original und dem stets als Abschluss stattfindenden Verbrennen einer großen hölzernen Skulptur.
Midburn fand jeweils zum hebräischen Feiertag Shavuot statt, d. h. im Mai oder Juni. 2022 lag es im Oktober. Im folgenden Jahr wurde das Festival im Zuge des Überfalls der Hamas auf Israel das Midburn abgesagt.
Anders als bei Musikfestivals gibt es keine zentrale Bühne oder ein festes Programm. Die Veranstaltung ist vielmehr als temporäre "Stadt" konzipiert, angeordnet um eine kreisrunde Freifläche, auf der während des Events Kunstinstallationen entstehen und Art Cars fahren. In ihrer Mitte wird eine Holzskulptur aufgebaut, die zum Abschluss des Events verbrannt wird.
In der konzentrisch angelegten "Stadt" selbst werden von engagierten Teilnehmern hunderte "Theme Camps" errichtet, welche von den Teilnehmern autonom gestaltet werden. Es handelt sich um unterschiedlichste Projekte jeder Größe, von Kunst-, Musik-, Tanz-, Esoterik-, Essens- und Bau- bis hin zu Selbsterfahrungsgruppen jeglicher Art; auch palästinensisch/arabische Camps mit entsprechendem Essen und Musik sind vertreten.
Die klimatischen Bedingungen der Wüste sind harsch. Die Temperaturen betragen bis zu 38 Grad Celsius, bei extrem trockener Luft, so dass Vorsorge gegen Sonnenstich und Hitzschlag zu treffen ist. Staubiger Wind erfordert Schutzbrillen. Es gibt auf dem gesamten Gelände nichts zu kaufen (mit Ausnahme von Eiswürfeln).
Mit steigender Popularität vom Burning Man kam es in zahlreichen Ländern auf allen Kontinenten zu ähnlichen Veranstaltungen ("regionals"), organisiert im Burning Man Regional Network. Beim Midburn handelt es sich um das einzige Burning-Man-Event im Nahen Osten. Größer sind im weltweiten Vergleich noch der AfrikaBurn in Südafrika und das Original in Nevada mit rund 80.000 Teilnehmern.

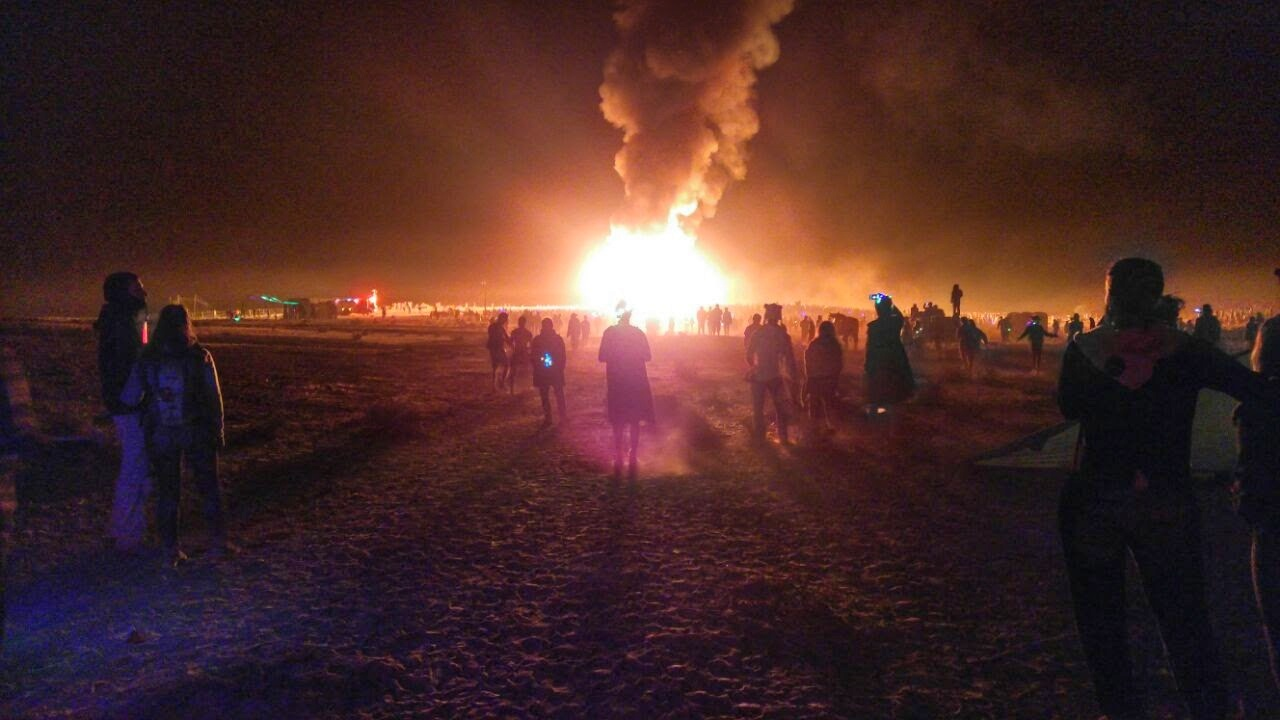
Midburn 2016

## Die zehn Prinzipien
Der Gründer des amerikanischen Burning Man, Larry Harvey, formulierte die "Ten Principals" (Zehn Prinzipien) im Jahre 2004 als Richtlinien für die weltweit entstehenden Ableger des Burning Man. Sie sollen nicht als Diktat verstanden werden, sondern als Anregung für die Kultur der Regionals weltweit:
1. Radical inclusion: ausnahmslos jeder darf teilnehmen.
2. Gifting: Schenken aus Freude und ohne Erwartungen.
3. Decommodification: kein Kommerz, keine Werbung.
4. Radical Self-reliance: die eigenen Möglichkeiten entdecken und auf sie vertrauen.
5. Radical Self-expression: jedes Individuum soll angstfrei seine Einzigartigkeit ausleben.
6. Communal Effort: kreative Zusammenarbeit und gegenseitige Unterstützung sollen zu einer Gemeinschaftsleistung führen.
7. Civic Responsibility: Verantwortung übernehmen für das eigene Handeln und für die Gemeinschaft.
8. Leaving No Trace: nach dem Ende des Festivals dürfen in der Wüste keinerlei Spuren zurückbleiben.
9. Participation: Mitmachen anstatt zuzusehen.
10. Immediacy: Unmittelbare Erfahrungen machen.

## Übersicht über die bisherigen Veranstaltungen
| Jahr | Motto         | Teilnehmer |
| ---- | ------------- | ---------- |
| 2014 | Genesis       | 3.000      |
| 2015 | transcendence | 6.500      |
| 2016 | Abracadabra   | 8.000      |
| 2017 | Lucid Dream   | 11.000     |
| 2018 | Brainstorm    | 11.900     |
| 2022 | Transitions   |            |